# Мркаљи (Оштра Лука)
Мркаљи су насељено мјесто у општини Оштра Лука, Република Српска, БиХ. Према попису становништва из 1991. у насељу је живјело 81 становника.

## Становништво
| Националност       | 1991. | 1981. | 1971. | 1961. |
| Срби               | 81    | 115   | 199   | 288   |
| Југословени        |       | 2     |       |       |
| остали и непознато |       |       | 1     |       |
| Укупно             | 81    | 117   | 200   | 288   |

| Демографија | Демографија | Демографија |
| Година      | Становника  | Становника  |
| ----------- | ----------- | ----------- |
| 1961.       | 288         |             |
| 1971.       | 200         |             |
| 1981.       | 117         |             |
| 1991.       | 81          |             |